# Велингтон (Тексас)
Велингтон (енгл. Wellington) град је у америчкој савезној држави Тексас. По попису становништва из 2010. у њему је живело 2.189 становника.

## Демографија
Према попису становништва из 2010. у граду је живело 2.189 становника, што је 86 (3,8%) становника мање него 2000. године.
| Група             | 2000.         | 2010.         |
| Белци             | 1.487 (65,4%) | 1.265 (57,8%) |
| Афроамериканци    | 158 (6,9%)    | 123 (5,6%)    |
| Азијати           | 5 (0,2%)      | 2 (0,1%)      |
| Хиспаноамериканци | 571 (25,1%)   | 758 (34,6%)   |
| Укупно            | 2.275         | 2.189         |